# Hạ Thiệu
Hạ Thiệu (giản thể: 贺邵; phồn thể: 賀邵; bính âm: He Shao; 227 – 275), tự Hưng Bá (興伯), là quan viên Đông Ngô thời Tam Quốc trong lịch sử Trung Quốc.

## Cuộc đời
Hạ Thiệu quê ở huyện Sơn Âm, quận Cối Kê, Dương Châu, là con trai của Diệt tặc Hiệu úy Hạ Cảnh, cháu của Hậu tướng quân Hạ Tề, vốn họ Khánh. Hạ Cảnh cầm quân nghiêm khắc mà có ân, binh khí luôn chuẩn bị tốt, có một không hai đương thời, nhưng không may chết sớm.
Thời trẻ, Hạ Thiệu cùng Diêu Tín đến Tiền Đường cầu học ở chỗ nho gia Phạm Bình. Sau Hạ Thiệu vào triều làm quan, đến chức Trung lang. Năm 258, Cảnh đế Tôn Hưu đăng cơ, đề bạt Ngu Dĩ, Hạ Thiệu, Vương Phồn, Tiết Doanh làm Tán kỵ Trung bình hầu, phụ trách khuyên can, chỉ ra khuyết điểm hoàng đế, gia phong Phò mã Đô úy.
Năm 264, Mạt đế Tôn Hạo đăng cơ, lấy Hạ Thiệu làm Thái thú quận Ngô. Quận Ngô có nhiều gia tộc lớn, có nhiều tộc nhân làm quan lớn trong triều. Hạ Thiệu mới đến nhiệm sở, không ra khỏi cửa. Các gia tộc thấy thế khinh thường, cho người viết 6 chữ "Cối Kê kê, bất năng đề" (會稽雞, 不能啼; Gà Cối Kê, không dám gáy) ở cửa phủ nha. Hạ Thiệu thấy thế, viết thêm 6 chữ "Bất khả đề, sát Ngô nhi" (不可啼, 殺吳兒; Không cần gáy, giết bọn Ngô), rồi đến các địa phương, kiểm tra đối chiếu sổ sách, tra ra những sai phạm của hai nhà Cố, Lục. Hai gia tộc thường ỷ vào quyền thế tự ý điều động quan binh cùng ẩn giấu những kẻ đào mạng, kẻ phạm tội rất nhiều. Hạ Thiệu tâu hết mọi việc cho Tôn Hạo, khiến Giang Lăng Đô đốc Lục Kháng phải đến cầu xin mới được tha. Hạ Thiệu được triệu về triều đình, giữ chức Tả Điển quân.
Năm 269, Tôn Hạo lập Hoàng tử Tôn Cẩn làm Thái tử. Hạ Thiệu được thăng chức Trung thư lệnh, lĩnh Thái tử Thái phó.
Bấy giờ, Tôn Hạo cai trị hung tàn, bạo ngược, lại xa xoa, lãng phí, khiến triều chính dần dần suy bại. Hạ Thiệu cùng Lâu Huyền thường dâng sớ can gián, khiến Tôn Hạo căm ghét, hạ lệnh chất vấn, khiển trách cả hai. Lâu Huyền sau đó bị lưu đày Lĩnh Nam.
Năm 275, Hạ Thiệu bị trúng phong, không thể nói chuyện, buộc phải xin từ quan. Tôn Hạo hoài nghi Thiệu giả vờ bị bệnh, cho người bắt giữ tra tấn. Cuối cùng, Hạ Thiệu bị cắt đầu bằng một cái cưa được nung nóng, thọ 49 tuổi. Gia đình bị đày đến Lâm Hải.

## Gia đình
Hạ Thiệu có con trai là Hạ Tuần, làm quan cho nhà Tấn đến chức Thái sử. Con trai của Tuần là Hạ Thấp làm quan đến Thái thú Lâm Hải. Cháu năm đời của Hạ Tuần là Hạ Sướng, Ngũ kinh Bác sĩ Nam Tề, Nam Lương. Cháu gọi Sướng bằng bác là Hạ Sâm làm quan cho Nam Lương, chết trong loạn Hầu Cảnh.

## Trong văn hóa
Hạ Thiệu không xuất hiện trong tiểu thuyết Tam quốc diễn nghĩa của La Quán Trung.